# Durango Daboxtha
Durango Daboxtha es una localidad de México perteneciente al municipio de Cardonal en el estado de Hidalgo.

## Toponimia
El nombre de la población hace referencia a que en su fundación predominaba el apellido Durán y a la abundancia de nopales altos y viejos.

## Geografía
A la localidad le corresponden las coordenadas geográficas 20° 32’ 41.315” de latitud norte y 99° 4’ 7.862” de longitud oeste, con una altitud de 2002 m s. n. m. Se encuentra a una distancia aproximada de 12.11 kilómetros al sureste de la cabecera municipal, Cardonal.
En cuanto a fisiografía se encuentra dentro de las provincia de la Sierra Madre Oriental, dentro de la subprovincia del Carso Huasteco; su terreno es de sierra y lomerío. En lo que respecta a la hidrografía se encuentra posicionado en la región Panuco, dentro de la cuenca del río Moctezuma, en la subcuenca del río Amajac. Cuenta con un clima templado subhúmedo con lluvias en verano, de menor humedad.

## Demografía
En 2020 registró una población de 636 personas, lo que corresponde al 3.27 % de la población municipal. De los cuales 305 son hombres y 331 son mujeres. Tiene 164 viviendas particulares habitadas.
| Gráfica de evolución demográfica de Durango Daboxtha entre 1980 y 2020                       |
|                                                                                              |
| Población de los censos y conteos del Instituto Nacional de Estadística y Geografía (INEGI). |

## Economía
La localidad tiene un grado de marginación alto y un grado de rezago social bajo.